# Awty International School

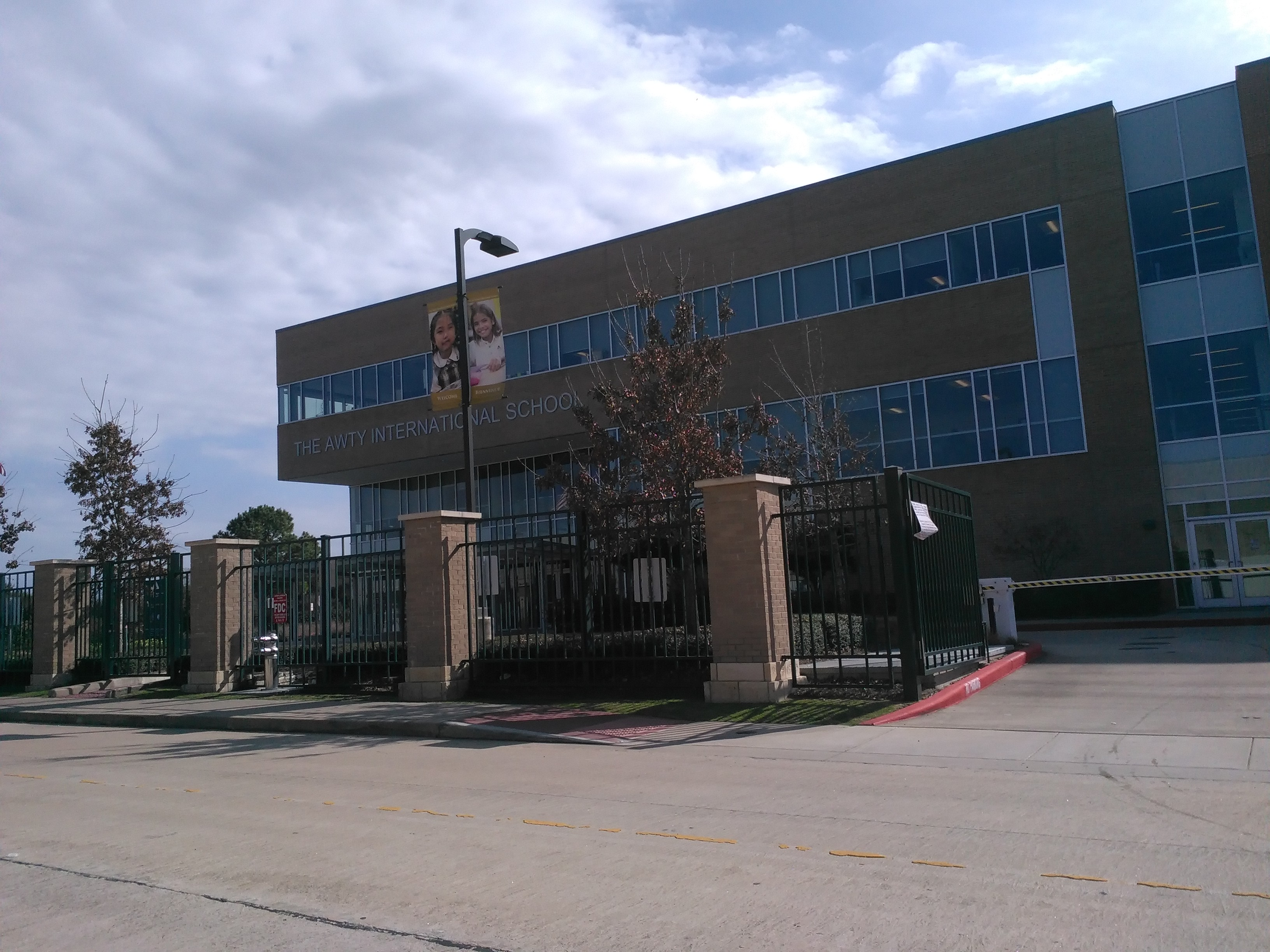
L'école

L'Awty International School est une école privée située dans le district de Spring Branch (en), à Houston (Texas). Elle offre un enseignement allant de la maternelle à la 12e année (équivalent de la classe de terminale en France). Il s'agit depuis 2006 de la plus grande école internationale des États-Unis et du plus grand établissement scolaire privé de Houston.

## Histoire
Awty ouvrit ses portes le 10 septembre 1956 et ne comptait à l'époque que 27 élèves de maternelle.
En 1970, l'établissement comptait 250 élèves. Les premières classes de lycée ouvrent en 1975.
En 1979, l'Awty School fusionne avec le lycée français de Houston pour former l'Awty International School qui offre dès lors un programme bilingue anglais/français. C'est cette même année que l'école s'installa sur son campus actuel.
Lors du 50e anniversaire de l'établissement en 2006, un complexe sportif d'un montant de 5 millions de dollars fut construit, comprenant un stade de 1400 sièges, un parking de 85 places, ainsi que plusieurs courts de tennis.

## Affiliations et accréditations
Awty est affiliée à la Mission laïque française et est accréditée par l'Organisation du baccalauréat international, l'Independent Schools Association of the Southwest (ISAS), le Conseil des Écoles internationales, ainsi que le ministère de l'Éducation nationale (France).
L'école est également membre des organisations suivantes : CIS, IBO, ISAS, National Association of Independent Schools (NAIS), Texas Association of Private and Parochial Schools (TAPPS), Houston Area Independent Schools (HAIS), et Texas International Baccalaureate Schools (TIBS).

## Curriculum
L'école propose à la fois le baccalauréat international, le baccalauréat français et le diplôme américain.

## Campus
Les locaux se trouvent sur un campus de 6,1 ha situé à l'ouest de Houston et compte en tout 120 salles de classe.

## Corps étudiant
L'Awty International School accueillait 1550 élèves en 2014 originaires de 50 pays, dont 40 % de citoyens américains et 30 % de citoyens français.

## Anciens élèves
- Stuart Holden (Houston Dynamo) (Classe de 2003)[2]

## Anciens professeurs
- J. Fred Duckett (en) (un coach sportif et professeur d'histoire)[2]